# Språkgeografi
Språkgeografi (även kallad geolingvistik) är en i början av 1900-talet utvecklad språkvetenskaplig metod. 
Språkgeografin använder som sitt viktigaste material språkliga kartor över större eller mindre områden, på vilka kartor ett ord eller en sats på ett flertal punkter anges i den form, under vilken de där uppträder. Ju större området för kartläggningen är, ju tätare de undersökta punkterna och ju talrikare de var på sitt kartblad förtecknade språkföreteelserna är, desto rikare blir möjligheterna till språkvetenskapliga slutsatser. Dessa slutsatser kan röra ljudläran, formläran, ordförrådet eller syntaxen. Av formernas fördelning över det undersökta området samt genom jämförelse dem emellan och under anlitande av på historisk väg vunna kunskaper rörande det äldre språket på olika håll kan man sluta sig till den språkliga utvecklingsgången i olika hänseenden, och man har på detta sätt kommit till resultat av utomordentlig betydelse. Dessa resultat rör till stor del enskilda fall av större eller mindre räckvidd, men är också ofta av principiell innebörd. 
Exempelvis har man konstaterat, att ordens vandring från en ort till en annan, även i fråga om mycket vanliga begrepp, spelat en vida större roll, än man förut antagit, så att det autoktona språkelementet på en ort är vida mindre, än man skulle kunna tro. Detta nödvändiggjorde en omläggning i metoden för dialektmonografier, sådana de förut hade varit vanliga, i så måtto, att det använda materialet måste sovras med vida större kritik, än dittills varit fallet, och ses i förhållande till ett större områdes talformer. Rörande orsakerna till vissa ords död och ersättande med andra ledde språkgeografin till mycket betydelsefulla resultat. Särskilt har homonymin samt en till följd av ljudförändringarna alltför stark reduktion framstått såsom destruktiva för ordens existens. Språkgeografin kastar vidare klarhet över vissa centrala måls – särskilt riksspråkets – utbredning på de lokala målens bekostnad och skänker möjlighet att med noggrannhet visa gången av denna spridning.  
I stort sett kan språkgeografin sägas tillämpa den jämförande språkforskningens traditionella metod, men under med avseende på materialet ojämförligt gynnsammare villkor, som möjliggör en hög grad av fulländning i undersökningsmetoden och säkerhet i dess resultat. Även om lingvistisk kartläggning av här ifrågavarande art inte förut var okänd, måste dock Jules Gilliéron sägas vara grundläggaren av den språkgeografiska forskningsmetoden. Det av honom och, vad upptagandet av språkproven angår, Edmond Edmont utarbetade monumentala verket L'Atlas linguistique de la France (1900–1912), med nära 2 000 kartblad, vart och ett återgivande en språklig enhet (ett ord eller en sats), sådan den uppträder på 639 ungefär på lika avstånd från varandra belägna orter inom det franska språkområdet, är utan tvivel ett av de mest epokgörande arbetena inom den romanska filologin. Efter dess mönster eller såsom dess frukter såg ett stort antal viktiga arbeten dagen.